# Mondumlaufbahn-Rendezvous

Ablauf einer Apollo-Mission mit LOR

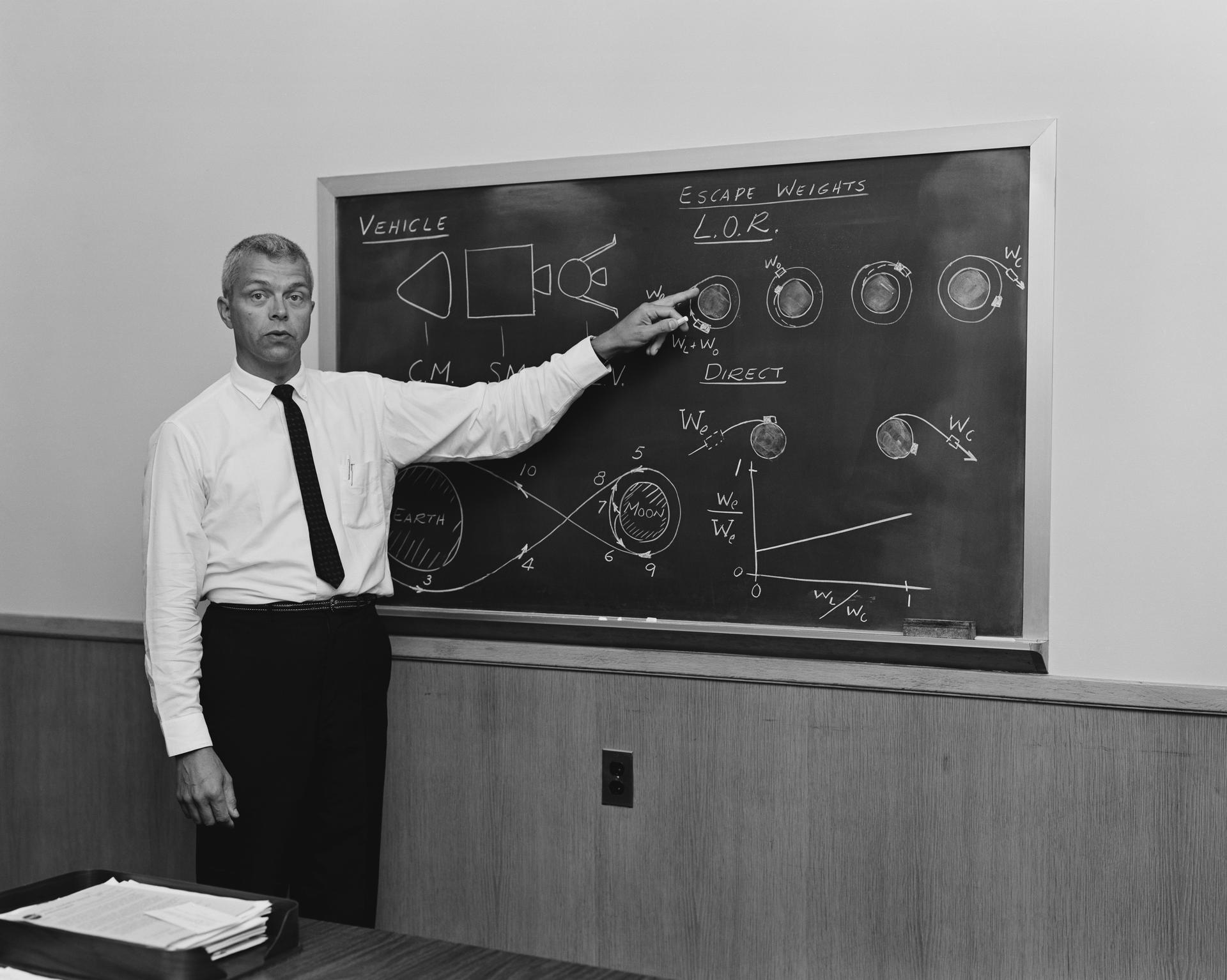
John Houbolt erklärt eine Apollo-Mission mit LOR

Das Mondumlaufbahn-Rendezvous (LOR für Lunar Orbit Rendezvous) ist ein Schlüsselkonzept, um Raumschiffe effizient auf dem Mond zu landen und zur Erde zurückzubringen. Es wurde in den 1960er und 1970er Jahren für die Missionen des Apollo-Programms verwendet und ist auch im Konzept des Nachfolgeprogramms Artemis vorgesehen. In einer LOR-Mission reisen ein Hauptraumschiff als Orbiter und eine Mondlandefähre in eine Mondumlaufbahn. Die Landefähre senkt sich dann auf die Mondoberfläche, während das Hauptschiff in der Mondumlaufbahn verbleibt. Nach Beendigung der Oberflächenmission kehrt die Aufstiegsstufe der Mondlandefähre in die Mondumlaufbahn zurück, um sich mit dem Hauptraumfahrzeug zu treffen und wieder anzudocken (Rendezvous). Nach dem Transfer von Besatzung und Nutzlast wurde die Aufstiegsstufe beim Apollo-Programm aufgegeben; nur das Hauptraumschiff kehrte zur Erde zurück.
Der ukrainisch-sowjetische Ingenieur Juri Kondratjuk schlug 1919 als erster ein Rendezvous in der Mondumlaufbahn vor, um einen Menschen auf eine Hin- und Rückreise zum Mond zu schicken.
Das bekannteste Beispiel waren das Apollo-Kommando- und Servicemodul und das Apollo-Mondlandemodul, bei denen beide in einer einzigen Rakete (Saturn 5) zu einem Translunar-Flug geschickt wurden. Es existieren auch Konzepte, bei denen Lander und Hauptsatellit getrennt reisen, so wie etwa der Shuttle-Derived Heavy Lift Launch Vehicle und beim Artemis-Programm. Ein Beispiel für eine unbemannte Raumfahrtmission mit LOR ist die Sample return mission Chang’e 5.

## Mondumlaufbahn-Rendezvous einer Apollo-Mission

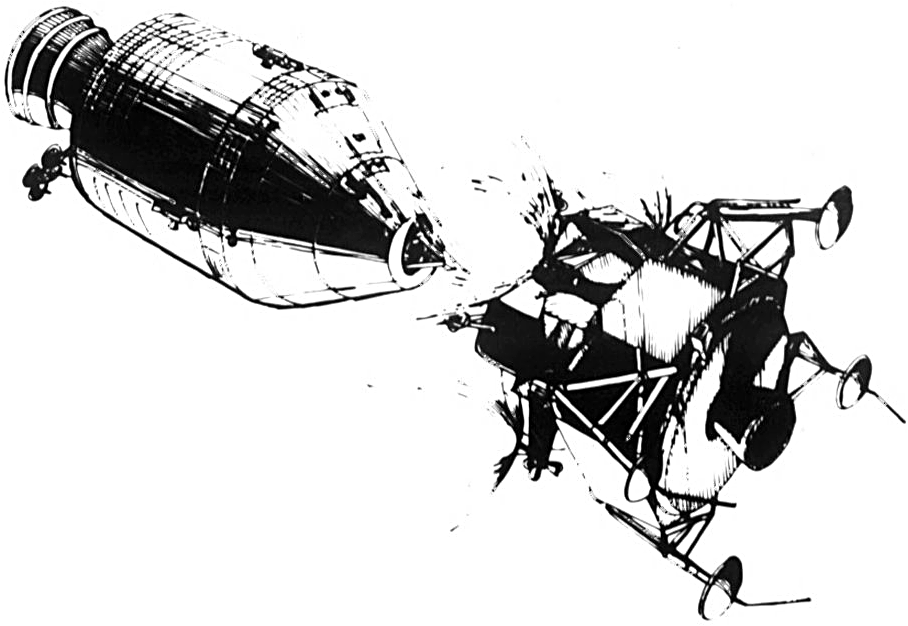
Abtrennung der Mondlandefähre (LM) vom Kommando- und Servicemodul (CSM) im Mondorbit
- Start der Aufstiegsstufe der Mondlandefähre
- Aufstiegsstufe vor dem Rendezvous mit dem Kommando- und Servicemodul (Zeitraffer)
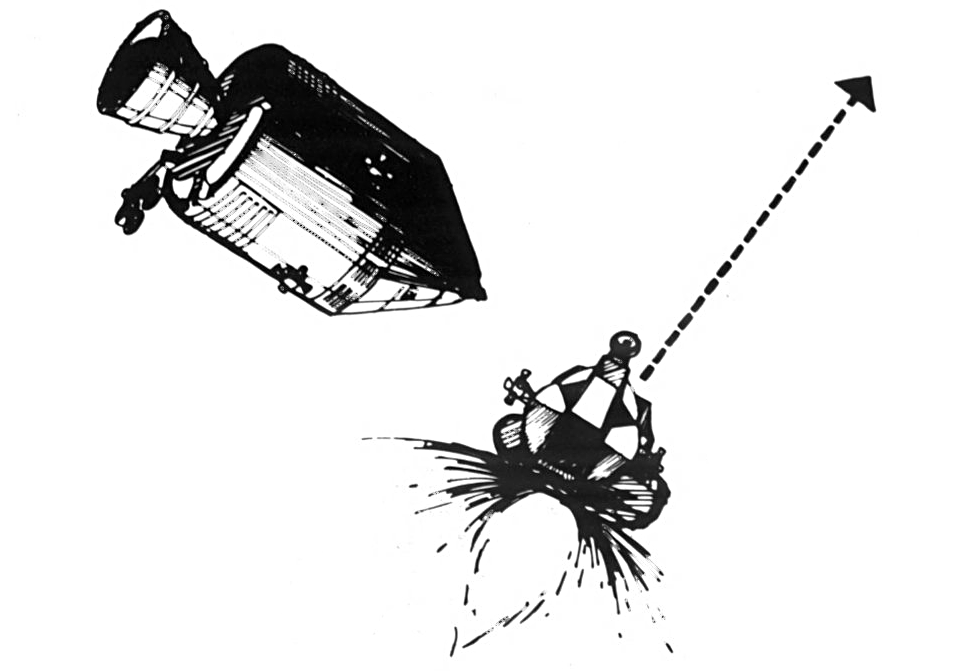
Nach dem Rendezvous wird die Aufstiegsstufe aufgegeben
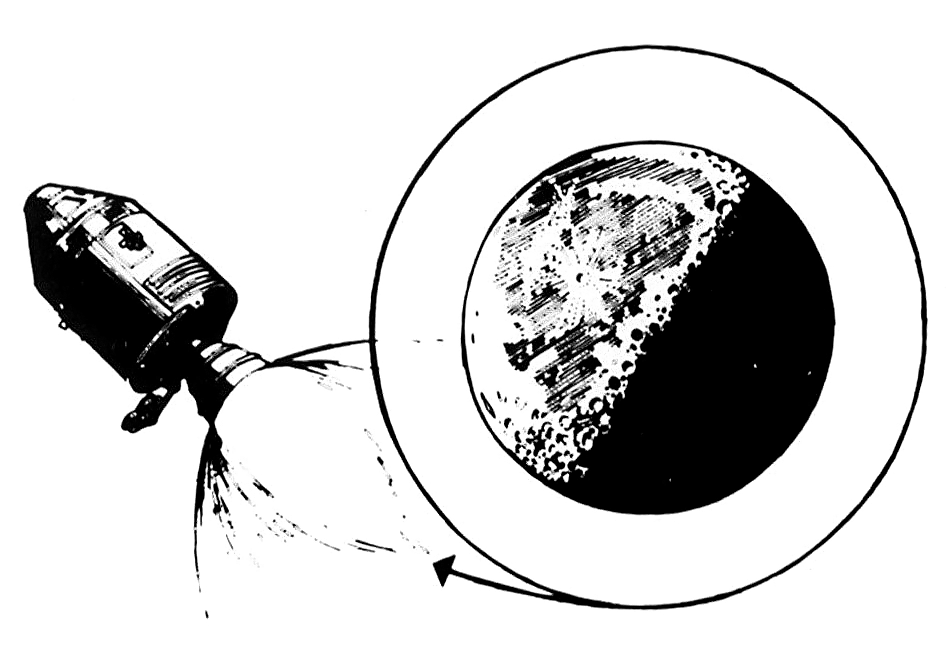
Kommando- und Servicemodul verlässt den Mondorbit Richtung Erde

## Vorteile und Nachteile

### Vorteile

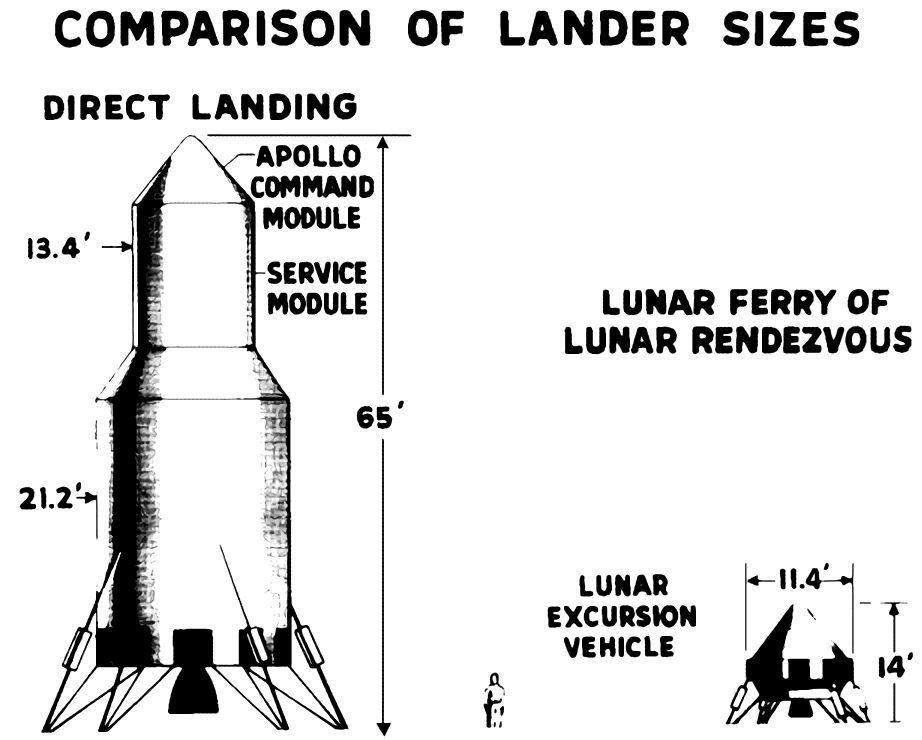
Größenvergleich zweier Mondlandefähren in einer frühen Konzeptstudie des Apollo-Programms: Direktflug (links) und LOR (rechts)

Der Hauptvorteil einer LOR-Mission beim Apollo-Programm war die Gewichtseinsparung. Die Ressourcen, die ausschließlich für die Rückkehr von der Mondumlaufbahn zur Erde erforderlich waren, mussten nicht auf die Mondoberfläche und wieder zurück in die Mondumlaufbahn befördert werden. Dies hatte einen multiplikativen Effekt, da dieses „tote Gewicht“ durch mehr Raketentreibstoff hätte abgebremst und wieder unter Gravitationsverlust angetrieben werden müssen. Die resultierende Gewichtszunahme hätte eine größere Mondlandefähre mit mehr Schub erfordert, was wiederum größere und schwerere Raketentriebwerke bedeutet hätte, was insgesamt zu einer größeren Trägerrakete – der Nova – geführt hätte.

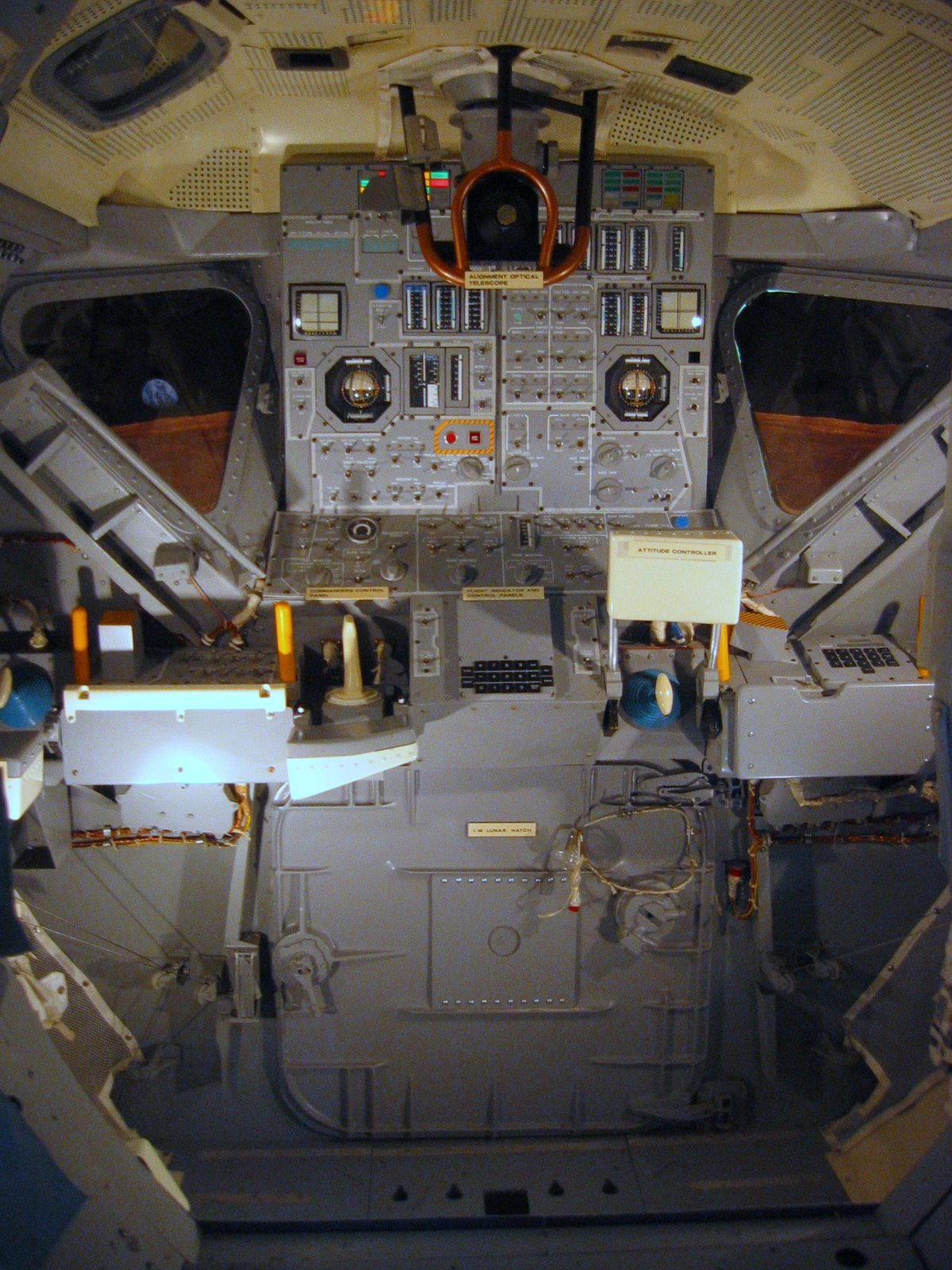
Während der Landung hatte der Pilot eine direkte Sicht auf die Mondoberfläche

Ein genereller Vorteil besteht darin, dass die Mondlandefähre und das Hauptraumfahrzeug jeweils für ihren Zweck spezialisiert und optimiert werden können. So muss beispielsweise das Hauptraumfahrzeug nur auf der Erde und nicht auf dem Mond landen können und umgekehrt. Daher spielt z. B. die Aerodynamik aufgrund der fehlenden Atmosphäre für die Mondlandefähre keine Rolle.
Schließlich können kritische Systeme der Mondlandefähre, z. B. das Lebenserhaltungssystem, der Antrieb und die Stromversorgung, als Ergänzung bzw. Redundanz für die Systeme im Hauptraumfahrzeug dienen. Dies stellte sich während Apollo 13 als überlebenswichtig heraus.

### Nachteile
Als wichtigster Nachteil entstehen komplizierte Kopplungsmanöver, von denen beim Apollo-Programn (im Gegensatz zu Artemis) eines sogar im Funkschatten lag. Die Fahrzeuge müssen mit der dafür erforderlichen Hardware ausgestattet sein und eigenständig navigieren können.

## Risiken
Anfangs galt das Rendezvous im Mondorbit als riskant, da selbst im Erdorbit noch keine Rendezvous vollzogen worden waren. Wenn die Mondlandefähre das Hauptraumfahrzeug nicht erreichen könnte, wären bezogen auf die Apollo-Mondlandefähre zwei Astronauten gestrandet, ohne die Möglichkeit zu haben, zur Erde zurückzukehren oder den Wiedereintritt in die Atmosphäre zu überleben. Die Befürchtung erwies sich als unbegründet, da das Rendezvous 1965 und 1966 auf sechs Missionen des Gemini-Programms mit Hilfe von Radar und Bordcomputern erfolgreich demonstriert wurden. Es wurde auch jedes Mal erfolgreich durchgeführt, wenn es in Apollo-Missionen ausprobiert wurde.

## Ähnliche Konzepte

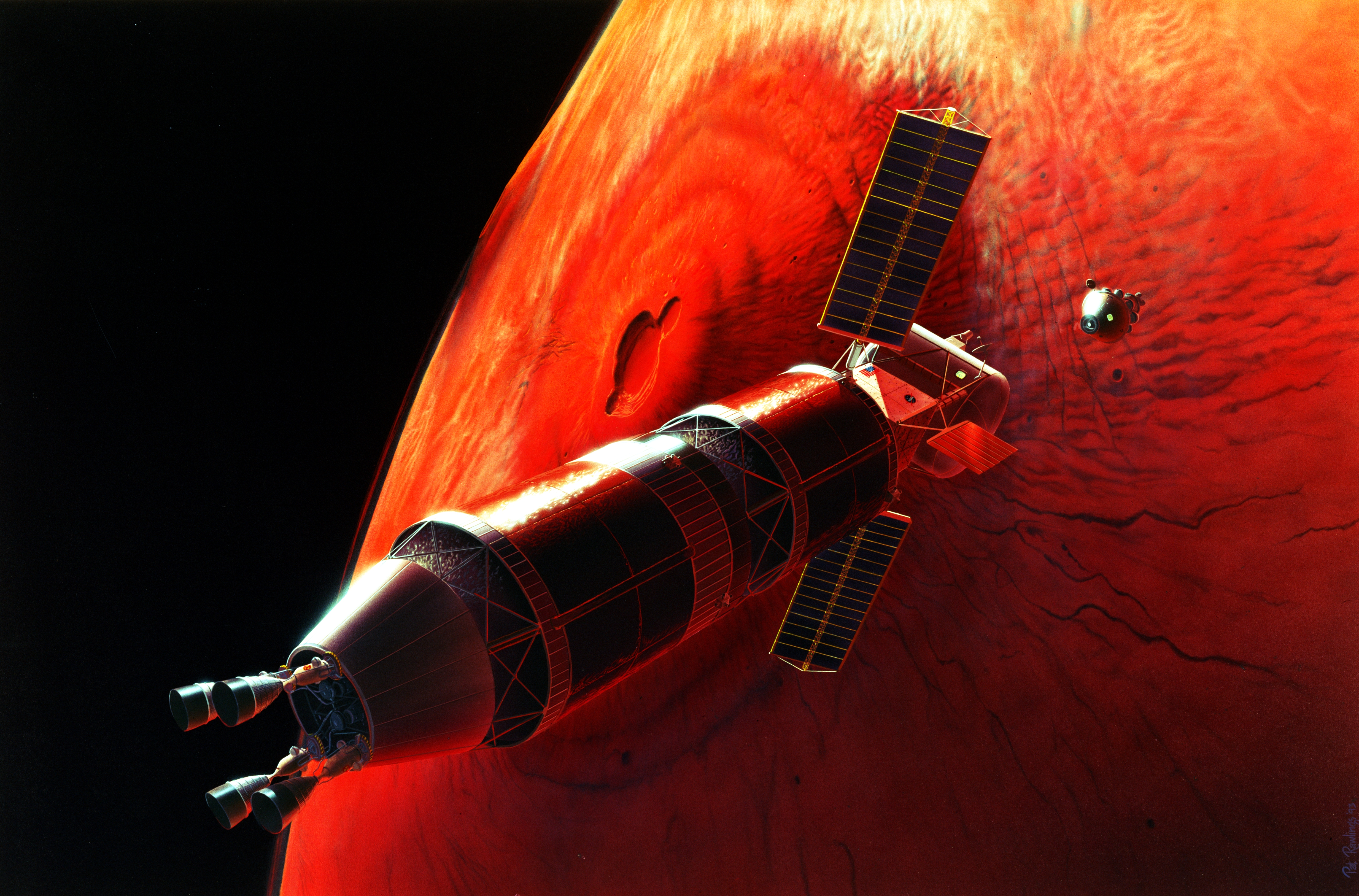
Künstlerische Darstellung eines Marsumlaufbahn-Rendezvous

Analog zum Mondumlaufbahn-Rendezvous treffen sich beim Marsumlaufbahn-Rendezvous (MOR) ein Raumschiff und die Aufstiegsstufe einer Marslandefähre in einer Marsumlaufbahn und docken aneinander an.